# Сэги
Сэги (эвенк.: срубленные хвойные ветки) — река в Амурской области России, правый приток Селиткана. Исток — на южном склоне Селемджинского хребта. Длина — 29 км, площадь водосборного бассейна — 232 км².

## Данные водного реестра
По данным государственного водного реестра России относится к Амурскому бассейновому округу, речной бассейн реки Амур, речной подбассейн реки — Зея, водохозяйственный участок реки — Селемджа.
Код объекта в государственном водном реестре — 20030400312118100034746.